# Bill Johnson (scrittore)
William “Bill” Anthony Johnson (Webster, 4 ottobre 1956 – 17 marzo 2022) è stato uno scrittore di fantascienza e giornalista statunitense.
Le sue opere hanno spesso un tono "regionale" influenzato dalle sue origini nel South Dakota, ciò è particolarmente vero per il racconto Berremo un pesce insieme che nel 1998 ha vinto il Premio Hugo. 
Nel 1999 è stata pubblicata una raccolta di sue opere intitolata Dakota Dreamin'.
Si è diplomato al Clarion Science Fiction Writers' Workshop, uno dei più noti workshop di scrittura creativa.
Johnson ha frequentato l'Università dell'Iowa dove è stato redattore del quotidiano scolastico The Daily Iowan, si è laureato nel 1978 in giornalismo;
ha lavorato come scrittore e nel contempo ha frequentato la Duke University, conseguendo un Master in Business Administration, per diversi anni si è occupato di business intelligence in Motorola, poi ha lasciato per dedicarsi, come indipendente, alla negoziazione di titoli finanziari.
Ha vissuto con la moglie e due figli in Illinois; Johnson, che soffriva della Sindrome di Marfan, è morto il 17 marzo 2022.